# Test Dunnetta
Test Dunnetta (ang. Dunnett test) – wykorzystywany w statystyce test post hoc. Autorem testu jest kanadyjski statystyk Charles Dunnett. Test ten służy do porównywania kilku grup eksperymentalnych z jedną grupą kontrolną. Uznaje się, że test Dunneta jest mniej konserwatywny od testu Scheffé’a.